# Carl Philipp Emanuel Bach

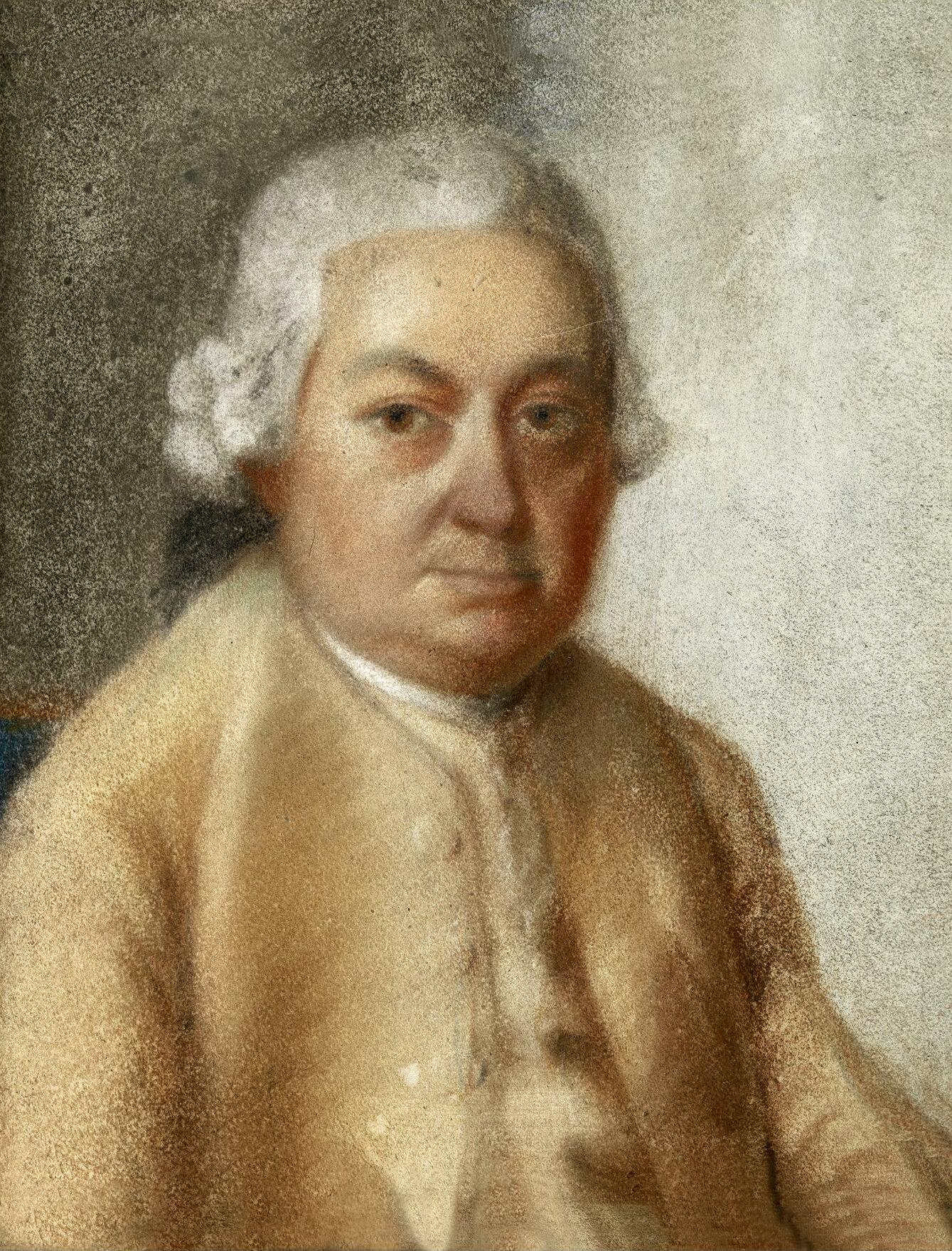
Carl Philipp Emanuel Bach, gemalt von seinem Neffen sechsten Grades Johann Philipp Bach

Carl Philipp Emanuel Bach (* 8. März 1714 in Weimar; † 14. Dezember 1788 in Hamburg), auch der Berliner oder Hamburger Bach genannt, war ein deutscher Komponist und Kirchenmusiker aus der Familie Bach. Er war der berühmteste der Bachsöhne und genoss im protestantischen Deutschland der zweiten Hälfte des 18. Jahrhunderts Bewunderung und Anerkennung, insbesondere als Lehrer und Komponist von Werken für Tasteninstrumente. Er war ein Komponist des Übergangs zwischen Barock und Klassik (Frühklassik).

## Leben

### Frühe Jahre

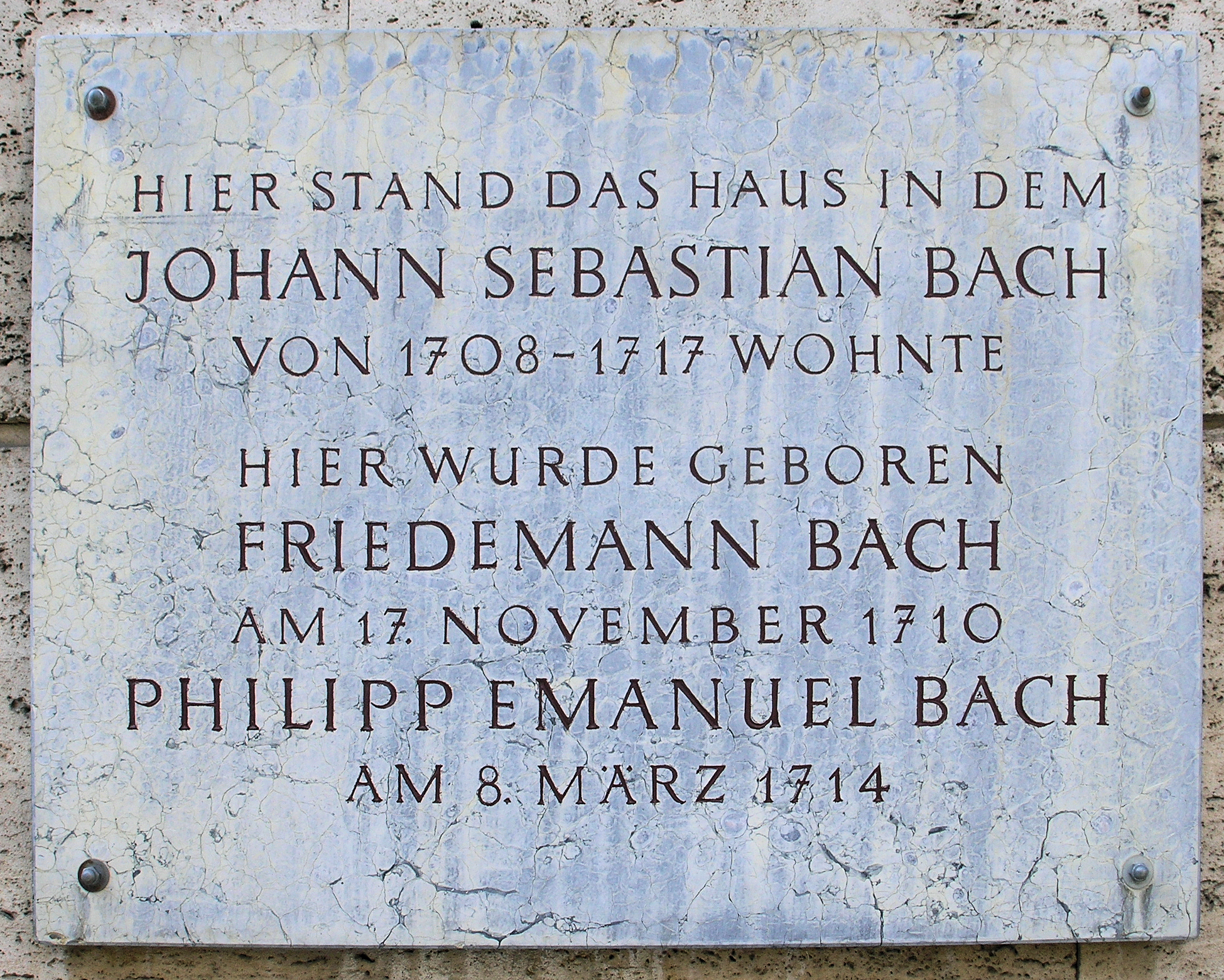
Gedenktafel am Haus Markt 18 in Weimar

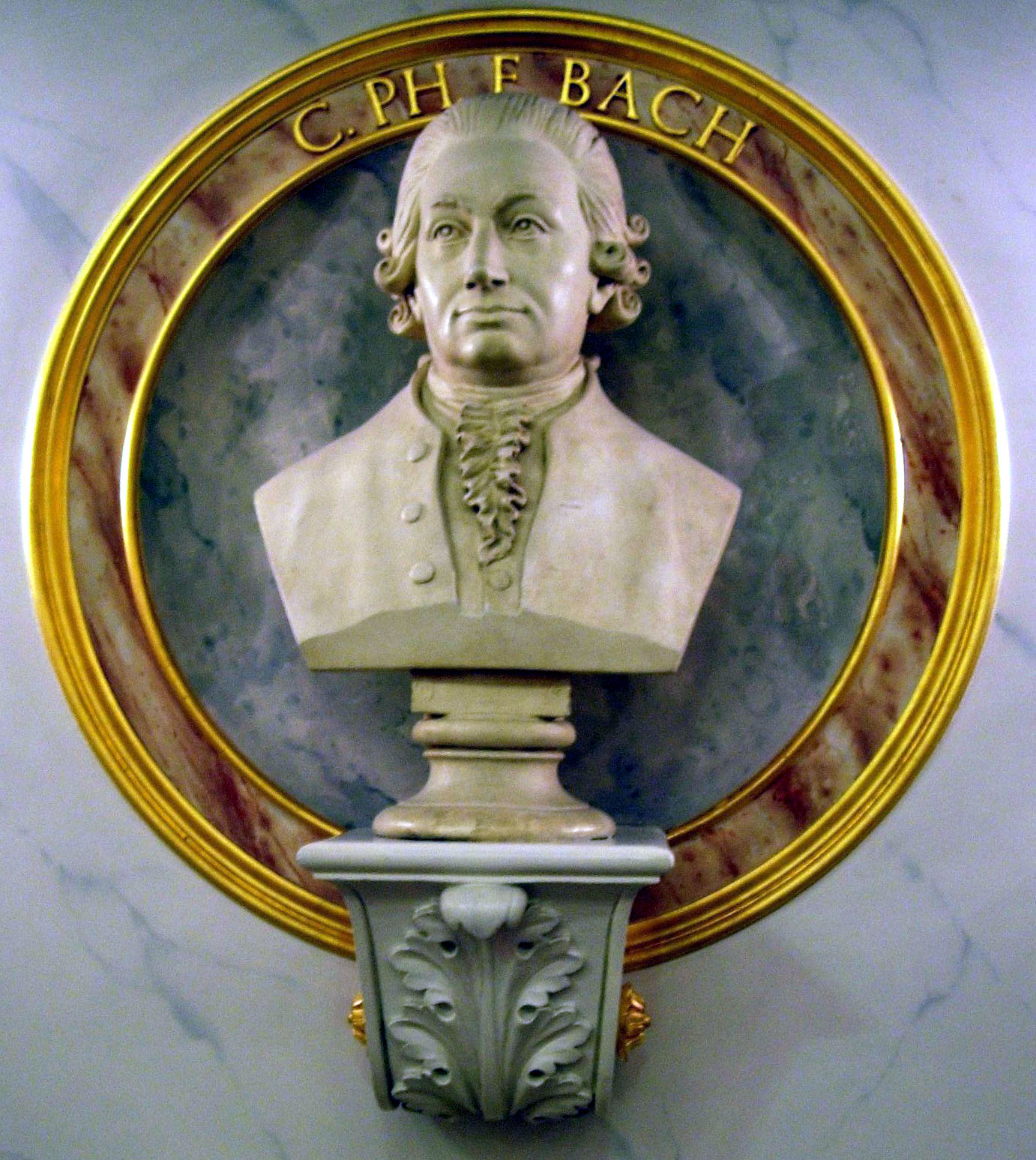
Carl Philipp Emanuel Bach, Büste im Konzerthaus Berlin

Carl Philipp Emanuel Bach wurde 1714 als zweiter überlebender Sohn Johann Sebastian Bachs und dessen erster Frau Maria Barbara geboren. Seine Taufpaten waren Georg Philipp Telemann, zudem der Pagenmeister Adam Immanuel Weldig (bis 1713 Vermieter der Familie Bach in Weimar) und Catharina Dorothea Altmann (Frau des Kammerherrn C. F. Altmann aus Arnstadt). Mit seiner Familie zog er 1717 nach Köthen, wo seine leibliche Mutter 1720 starb, und 1723 mit seinen Eltern und den Geschwistern Catharina Dorothea, Wilhelm Friedemann und Johann Gottfried Bernhard Bach nach Leipzig, als sein Vater dort Thomaskantor wurde und als Lehrer an der Thomasschule seine sämtlichen Söhne unterrichtete. „In der Komposition und im Clavierspielen habe ich nie einen andern Lehrmeister gehabt, als meinen Vater.“ (C. P. E. Bach) 1731 begann er ein Studium der Rechtswissenschaft an der Universität Leipzig. Nach einer erfolglosen Bewerbung als Organist an der Wenzelskirche in Naumburg im Jahre 1732 immatrikulierte er sich 1734 an der Brandenburgischen Universität Frankfurt, ebenfalls in Jura, wo er Mitglied des dortigen Collegium musicum wurde. Neben eigenen frühen Kompositionen führte er dort Werke seines Vaters auf, darunter die Ouvertüre in D-Dur mit dem berühmten Air, die Kaffeekantate und das Cembalokonzert in d-Moll BWV 1052, vermutlich in einem eigenen Arrangement (BWV 1052a). 1738 schloss er seine Studien ab, gab aber seine Pläne für eine Akademikerlaufbahn auf, um sich der Musik zu widmen.
Bach komponierte von 1731 an. Auf seine ersten Kompositionsversuche scheint er jedoch wenig Wert gelegt zu haben, zumindest verdeutlicht das ein Brief von ihm aus dem Jahre 1786.

„Vergeben Sie mir mein Geschwätze und Geschmier! Das Poßierlichste von allem ist die gnädige Vorsicht des Königes, wo durch Händels Jugendarbeiten bis aufs äußerste verwahrt werden. Ich vergleiche mich gar nicht mit Händeln, doch habe ich vor kurzem ein Ries u. mehr alte Arbeiten von mir verbrannt u. freue mich, daß sie nicht mehr sind.“

Eine ähnliche Anmerkung findet sich auch im Katalog von Bachs „clavierwerken“ (1772).

### Familie
Bach war seit 1744 mit Johanna Maria Dannemann (* 12. Oktober 1724; † 19. Juli 1795) verheiratet. Aus dieser Ehe gingen drei Kinder hervor:
- Anna Carolina Philippina von Wahl geborene Bach (* 4. September 1747; † 2. August 1804) verheiratet in erster Ehe mit Johann Heinrich von Wahl. Sie war für ihren Vater rechte Hand, verwaltete als dessen Sekretärin das Erbe von J. S. Bach mit bzw. weiter und fertigte eine vollständige Abschrift der (unvollständigen) Bach’schen Genealogie an.[5]
- Johann August Bach (* 30. November 1745; † 25. April 1789)
- Johann Sebastian Bach, der jüngere (* 26. September 1748; † 11. September 1778)

### Im Dienste FriedrichsII. (Preußen)

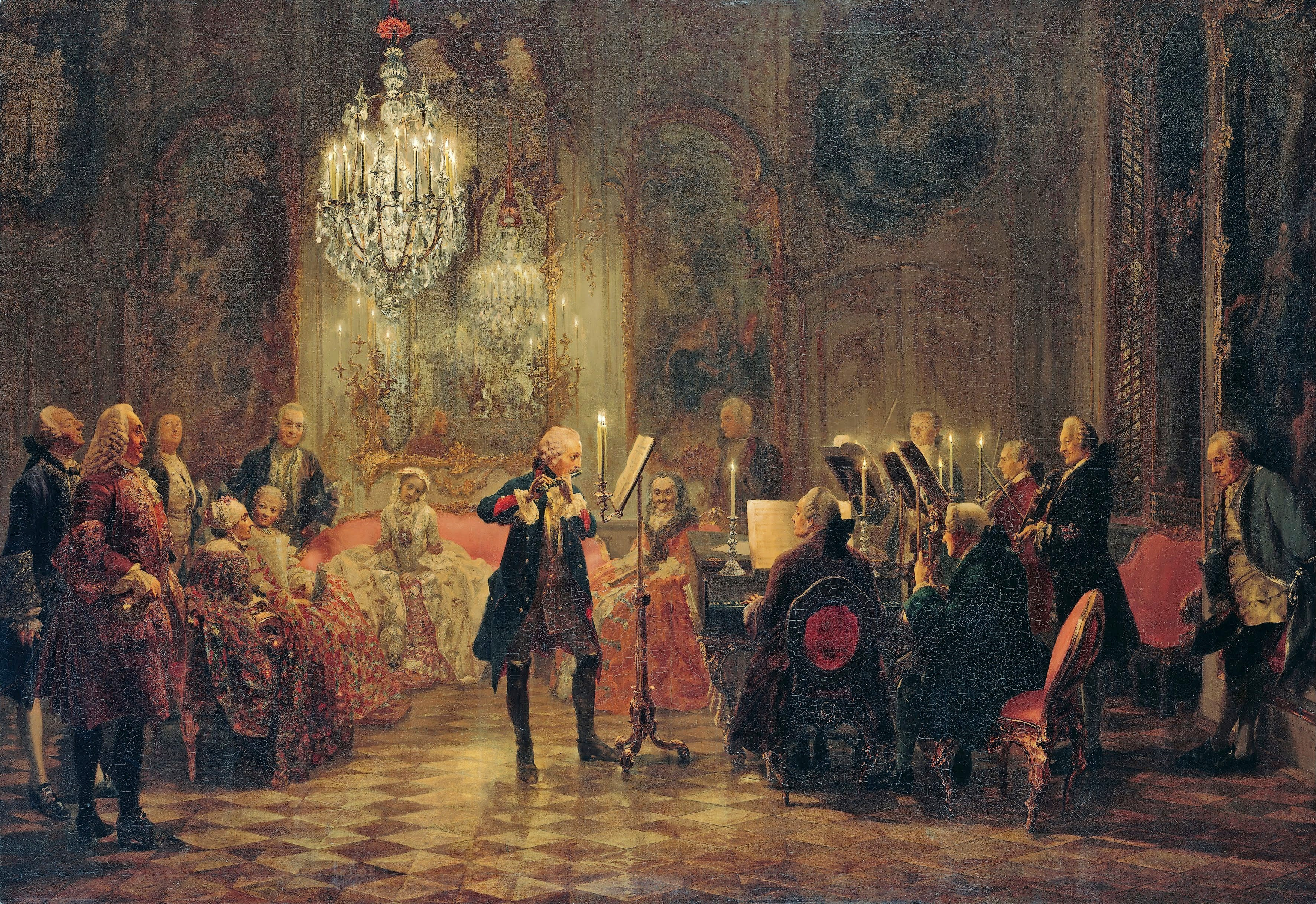
Adolph Menzel: Flötenkonzert Friedrichs des Großen in Sanssouci, Öl auf Leinwand, 1852. Am Cembalo sitzt Carl Philipp Emanuel Bach. Er stand 28 Jahre im Dienst des Königs.

1738 wurde er als Cembalist nach Ruppin in die Kapelle des preußischen Kronprinzen Friedrich berufen. Er lehnte somit ein Angebot von Heinrich Christian von Keyserlingk, einem Sohn von Hermann Carl von Keyserlingk, ab, der ihm vorschlug, ihn auf einer Bildungsreise zu begleiten. 1741 erhielt Bach eine Festanstellung als Konzertcembalist in der Hofkapelle des im Jahr zuvor (1740) zum preußischen König gekrönten Kronprinzen. Bach war damals einer der berühmtesten „Clavieristen“ Europas. Für das Cembalo hat er rund 150 Sonaten und über 50 konzertante Stücke geschrieben. In der kronprinzlichen Kapelle in Rheinsberg lernte er Johann Joachim Quantz und die Gebrüder Graun sowie Franz und Georg Anton Benda kennen, die ebenfalls an den Flötenkonzerten des Königs mitwirkten (auf dem Menzel-Bild ist Franz Benda angeblich ganz rechts an der Wand stehend dargestellt). Als Kammercembalist Friedrichs II. unterrichtete er in Berlin den jungen Herzog Carl Eugen von Württemberg. Ihm widmete er die sechs Württembergischen Sonaten für Cembalo (Nürnberg 1744). Zwei Jahre zuvor hatte er seine sechs Preußischen Sonaten („Sei Sonate per Cembalo“), die bedeutendsten Zeugnisse der neuen Stilbildung auf dem Gebiet der Cembalosonate, Friedrich II. zugeeignet. Zahlreiche Orgelwerke entstanden im Umfeld der 1755 von Ernst Julius Marx und Johann Peter Migendt erbauten Hausorgel der Prinzessin Anna Amalia, die in der Kirche "Zur frohen Botschaft" (Berlin-Karlshorst) erhalten ist. Bis in seine letzten Lebensjahre schrieb Bach Werke für Tasteninstrumente; sie bilden den Kern seines kompositorischen Schaffens.
Hierbei schrieb Bach zunächst für das Cembalo („preußische“ und „württembergische“ Sonaten von 1742 bzw. 1744 sind „per Cembalo“ betitelt) und wandte sich später, ganz im Trend des späten 18. Jahrhunderts, mehr dem Clavichord (häufig nur „Clavier“ genannt) zu. Das Fortepiano erwähnt er, jedoch konnte sich dieses erst gegen Ende des 18. Jahrhunderts gegen das Clavichord durchsetzen. Noch Daniel Gottlob Türk spricht 1789 überwiegend von Clavichorden, wenn er „Klavier“ schreibt.
Bach heiratete 1744 Johanna Maria Dannemann, die Tochter eines Berliner Weinhändlers. Aus der Ehe gingen eine Tochter, Anna Philippina Bach (1747–1804), und zwei Söhne hervor: Johann Adam Bach (auch August genannt, 1745–1789), der als Jurist in Hamburg tätig war, und Johann Sebastian Bach „der Jüngere“ (auch Johann Samuel genannt, 1748–1778), der Kunstmaler wurde und auf einer Studienreise in Rom verstarb. 1746 stieg Bach zum Kammermusikus auf. Aus seiner Berliner Zeit, deretwegen er auch der „Berliner Bach“ genannt wurde, stammen auch sein Magnificat (1749), eine Osterkantate (1756), mehrere Sinfonien und Konzerte, drei Liederbände – die Geistlichen Oden und Lieder mit Melodien nach Texten von Gellert (1758), die Oden mit Melodien (1762) und die Sing-Oden (1766) – sowie einige weltliche Kantaten und Gelegenheitsstücke. Seine Vertonungen der Oden und Lieder Gellerts wurden bis 1784 fünfmal herausgegeben und inspirierten viele andere Komponisten, so auch Beethoven zu seinen Gellert-Liedern op. 48. Bachs Hauptarbeit galt aber dem Clavier (vornehmlich Clavichord), für das er in dieser Periode beinahe hundert Sonaten und andere Solowerke komponierte, darunter die Sammlung mit veränderten Reprisen (1760–1768) und einige der Sonaten für Kenner und Liebhaber. Daneben sind viele wichtige Flötensonaten, unter anderem die Hamburger Sonaten, entstanden.
Bach ist ein Hauptvertreter des empfindsamen Stils. Seine Musik ist voller zerrissener Melodien und ungewöhnlicher Sprünge, Harmonien und Wendungen, die aus der Barocktradition heraustreten. Sein Werk bildet damit gleichsam eine musikalische Entsprechung zu der etwas später aufkommenden literarischen Empfindsamkeit um Klopstock, Herder und den jungen Goethe.
1753 veröffentlichte er den ersten Teil seines bedeutendsten Lehrwerks Versuch über die wahre Art das Clavier zu spielen im Selbstverlag in Berlin; ein zweiter Teil erschien 1762 ebenfalls im Selbstverlag. An vielen Stellen dieses Werkes trägt Bach vermutlich erstmals die Vorstellung von „musikalischen Gedanken“ vor. Im 41. Capitel „Von der freyen Fantasie“ schreibt er im § 3: „Ohngeacht in solchen Fantasien keine Tacteintheilung Statt findet, so verlanget dennoch das Ohr wie wir weiter unten hören werden, ein gewisses Verhältniß in der Abwechslung und Dauer der Harmonien unter sich, und das Auge ein Verhältniß in der Geltung der Noten, damit man seine Gedanken aufschreiben könne.“
Am 26. März 1755 spielte Bach den Continuo-Part in der Premiere von Carl Heinrich Grauns Passionsmusik Der Tod Jesu. Im selben Jahr kam es zu einer Auseinandersetzung zwischen Bach und seinem Konkurrenten Christoph Nichelmann, der in seiner Abhandlung Die Melodie, nach ihrem Wesen sowohl, als nach ihren Eigenschaften Bach einen affektierten Stil vorwarf. Bach bestellte bei einem „Caspar Dünkelfeind“, bei dem es sich aller Wahrscheinlichkeit nach um Christoph Gottlieb Schröter handelt, eine polemische Replik, welche zu einem weiteren Angriff Nichelmanns führte. Schließlich kündigte Nichelmann seinen Dienst bei Hofe, Bachs Gehalt wurde um 200 Taler erhöht, und der 20-jährige Carl Friedrich Christian Fasch erhielt am 1. Februar 1756 eine Anstellung als zweiter Hofcembalist zum üblichen Gehalt von 300 Talern.
Infolge dieser Streitigkeiten distanzierte sich Bach zunehmend vom Hofleben und betätigte sich stärker in privaten Berliner Musikkreisen. Er war ein wichtiges Mitglied der von Christian Gottfried Krause gegründeten ersten Berliner Liedschule, obwohl er darin keine führende Rolle spielte und hauptsächlich humoristische Texte vertonte. Gelegentlich komponierte er Lieder „im Volks-Styl“, zum Beispiel das Trinklied „Der Wirt und die Gäste“ auf einen Text von Johann Wilhelm Ludwig Gleim.
Carl Philipp Emanuel Bach spielte auf Clavichorden und Fortepiani von Gottfried Silbermann, einem der damals führenden Hersteller von Tasteninstrumenten. 2020 fertigte Paul McNulty eine Kopie von Gottfried Silbermanns Fortepiano aus dem Jahre 1749 für Malcolm Bilson an.

### In Hamburg

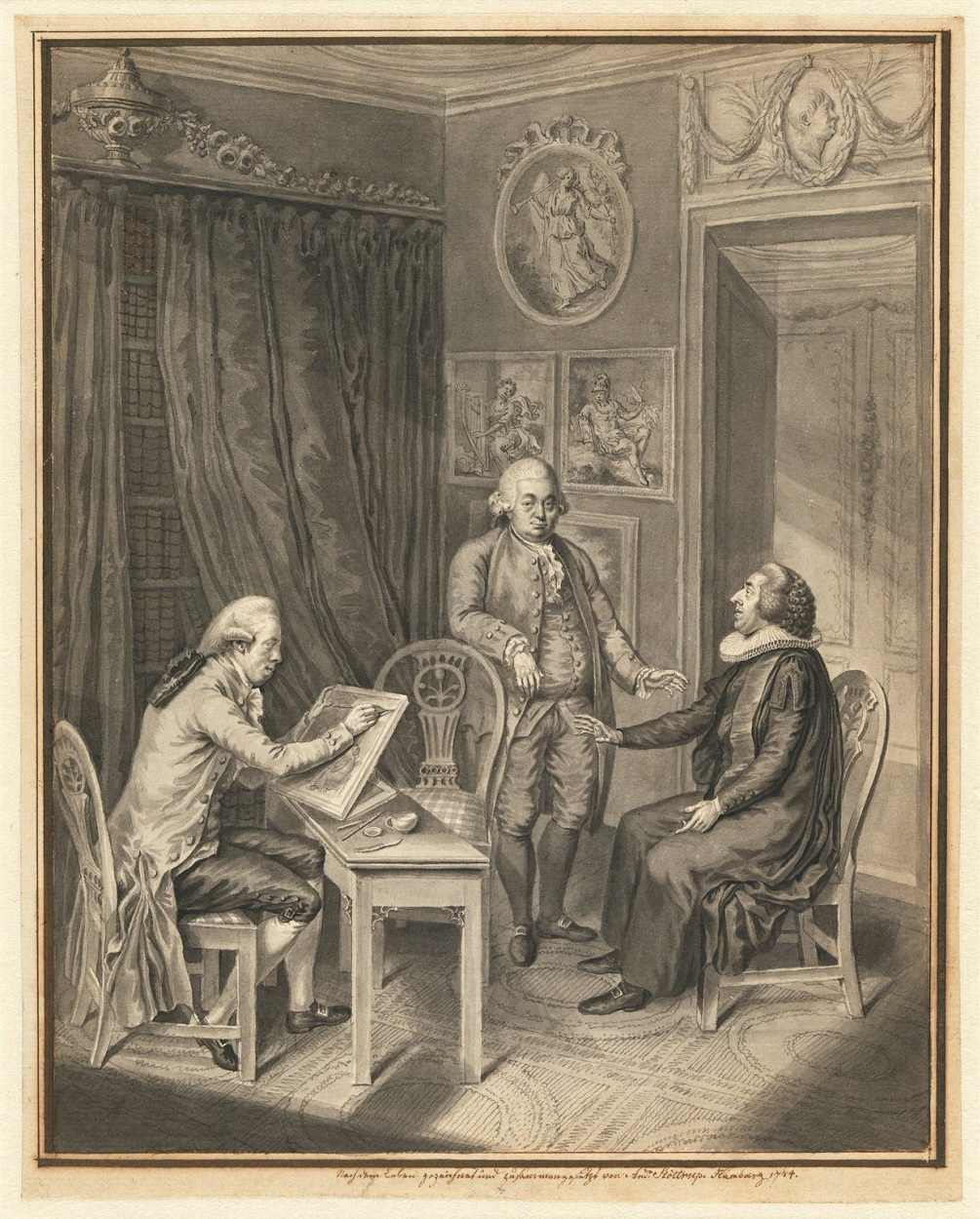
Bach mit Pastor Sturm, 1784

Am 2. April 1768, einem Karsamstag, wurde Bach Nachfolger seines verstorbenen Paten Georg Philipp Telemann als städtischer Musikdirektor und Kantor am Johanneum in Hamburg. Er wurde am 19. April offiziell in sein Amt eingeführt. Seine Pflichten in Hamburg entsprachen ziemlich denjenigen seines Vaters in Leipzig, und dementsprechend wandte er sich nun mehr der Kirchenmusik zu. An den fünf Hamburger Hauptkirchen sollten jährlich insgesamt um die 200 Aufführungen stattfinden, außerdem wurden viele Kompositionen für spezielle Anlässe erwartet. Bach versuchte dieser starken Arbeitsbelastung durch vorausschauende Planung Herr zu werden: Für viele seiner Werke verarbeitete er bereits vorhandenes Material; seien es eigene, frühere Kompositionen oder die Werke anderer Komponisten wie Georg Anton Benda, Gottfried August Homilius, Gottfried Heinrich Stölzel, aber auch die seines Vaters und Telemanns. Zur Bearbeitung dieser „fremden“ Werke verwendete er die Pasticcio-Technik: Er fügte Stimmen oder ganze Sätze hinzu, instrumentierte neu und überarbeitete Rezitative.
1769 schuf er das Oratorium Die Israeliten in der Wüste und zwischen 1769 und 1788 über zwanzig Passionsvertonungen, ein zweites Oratorium Die Auferstehung und Himmelfahrt Jesu sowie rund siebzig Kantaten, Litaneien, Motetten und andere liturgische Stücke. Für das Clavier (im Titel werden „Clavier“, also Clavichord, und Fortepiano erwähnt) veröffentlichte er 1779 bis 1787 die sechs Bände für Kenner und Liebhaber.
Zu Bachs Freundeskreis in Hamburg gehörten zunächst Gotthold Ephraim Lessing, den er in Berlin kennengelernt hatte, und die Bürgermeister Hans Jacob Faber und Jacob Schuback. Später waren unter seinen Freunden der Theologe Christoph Christian Sturm, der Mathematikprofessor Johann Georg Büsch sowie die Ärzte Johann Albert Heinrich Reimarus und Johann August Unzer. Freundschaftlichen Umgang pflegte er auch mit Matthias Claudius, Heinrich Wilhelm von Gerstenberg, Friedrich Gottlieb Klopstock und Johann Heinrich Voß.
Neben seinen Amtspflichten als Kirchenmusikdirektor nahm Bach von Anfang an eine führende Stellung im Hamburger Konzertleben ein. Zusätzlich zu seinen eigenen Oratorien führte er Werke anderer Komponisten auf, darunter Tod Jesu von Carl Heinrich Graun sowie Seliges Erwägen und die Donnerode von Telemann. Bei einem „historischen“ Konzert am 9. April 1786 kamen neben einer von ihm komponierten Symphonie, seinem Magnificat und seiner Kantate Heilig auch Teile aus der h-Moll-Messe seines Vaters und die Arie Ich weiß, dass mein Erlöser lebet aus Georg Friedrich Händels Messias zur Aufführung.
Bach unterhielt eine ausgiebige Korrespondenz mit zahlreichen Persönlichkeiten seiner Zeit, darunter auch Denis Diderot, der Herausgeber der Encyclopédie. Belegt sind zwei Briefe, die Diderot an Bach verfasst hatte. Möglicherweise stattete Diderot Bach zudem Ende März 1774 einen Besuch in Hamburg ab, wo er auf der Rückreise von Sankt Petersburg u. a. Noten und Kompositionen für seine musikalisch interessierte und gebildete Tochter Marie-Angélique de Vandeul (1753–1824) erwerben wollte. Der Aufenthalt von Denis Diderot entging auch der örtlichen Presse nicht, so berichteten etwa die hamburgischen Addreß-Comtoirs-Nachrichten, 32. Stück vom Donnerstag, am 31. März 1774 über den Aufenthalt des Enzyklopädisten.

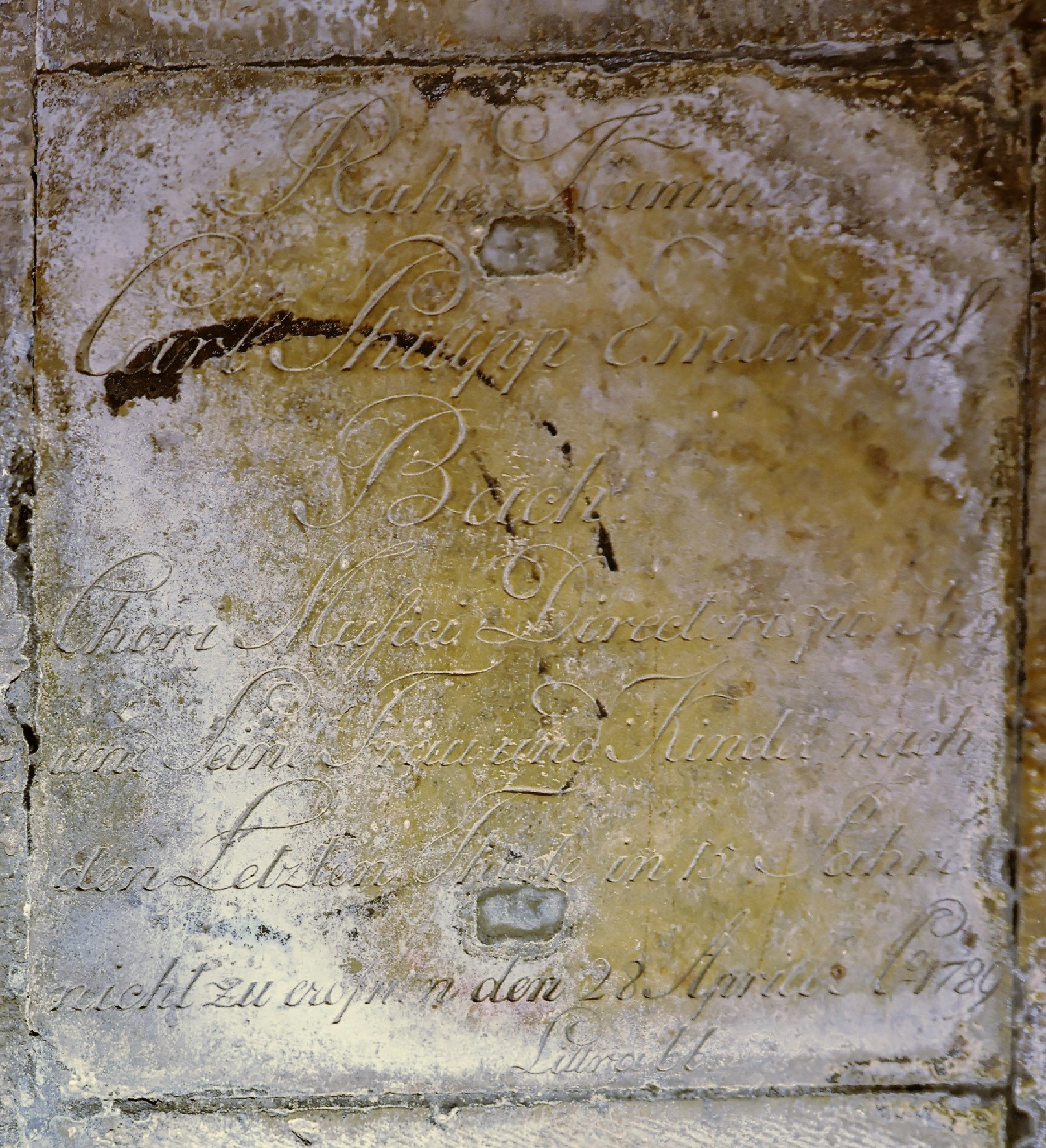
Grab Carl Philipp Emanuel Bach in der Krypta der Sankt Michaelis-Kirche

Bach starb 1788 in Hamburg. Sein Grabmal im Gruftgewölbe der St.-Michaelis-Kirche ist bis heute öffentlich zugänglich. Nach seinem Tod widmeten ihm Friedrich Gottlieb Klopstock und Johann Wilhelm Ludwig Gleim dichterische Nachrufe.
Im Laufe von fast 60 Jahren komponierte Bach über 1000 separate Werke. Der größere Teil seiner nachgelassenen Musikalien wurde später von dem Sammler Georg Poelchau erworben. Auch Friedrich Wilhelm von Thulemeier bewahrte sehr gute Kopien der Kompositionen Bachs wie auch Quantz’, Schaffraths und Nichelmanns auf. Das Nachlass-Verzeichnis, 1790 in Hamburg gedruckt, ist die wichtigste Quelle für genaue Einzelheiten über Bachs Schaffen und enthält oftmals mehr Angaben zu Datum und Ort einer Komposition als die autographen Manuskripte.
Carl Philipp Emanuel Bach gilt als einer der bedeutendsten Komponisten in der Zeit zwischen Barock und Wiener Klassik. Er war zu seinen Lebzeiten berühmter als sein Vater Johann Sebastian. 1788, kurz vor Bachs Tod, dirigierte Wolfgang Amadeus Mozart drei Aufführungen des Oratoriums Die Auferstehung und Himmelfahrt Jesu in Wien. Bei dieser Gelegenheit erfuhr der abwesende Hamburger Komponist noch einmal eine außergewöhnliche Ehrung: „In der Aufführung am 4ten März ließ der Hr. Graf (van Swieten) das in Kupfer gestochene Bildniß des Hrn. Capellmeist. Bach im Saale herumgehen. Die anwesenden Fürstinnen und Gräfinnen und der ganze sehr glänzende Adel bewunderten den großen Componisten, und es erfolgte ein hohes Vivat, und eine dreyfache, laute Beyfallsbezeugung.“
Bei den Wiener Klassikern stand Bach in hohem Ansehen. So bekannte Joseph Haydn: „Wer mich gründlich kennt, der muss finden, dass ich dem Emanuel Bach sehr vieles verdanke, dass ich ihn verstanden und fleißig studiert habe.“ Von Mozart stammt der Ausspruch: „Er (Emanuel Bach) ist der Vater; wir sind die Bubn. Wer von uns was Rechts kann, hats von ihm gelernt.“ Ludwig van Beethoven schrieb in einem Brief an Breitkopf & Härtel immerhin: „Von Emanuel Bachs Klavierwerken habe ich nur einige Sachen, und doch müssen einige jedem wahren Künstler gewiß nicht allein zum hohen Genuß, sondern auch zum Studium dienen.“

## Späte Funde
Im Dezember 2001 wurden der Sing-Akademie zu Berlin im Rahmen der „Beuterückführung“ von der Krim verschollene Noten zurückgegeben, darunter Weihnachtskantaten von C. P. E. Bach (Den Engeln gleich von 1769 und Ehre sei Gott in der Höhe von 1772) und Georg Anton Benda (Gott steigt herab, vom Bachsohn bearbeitet). Die Wiederaufführung der drei Kantaten mit dem Zelter-Ensemble der Sing-Akademie (unter Joshard Daus) wurde von Deutschlandradio Kultur am 15. Dezember 2003 gesendet.

## Andenken
In Berlin gibt es ein Musikgymnasium Carl Philipp Emanuel Bach.
Die Franziskaner-Klosterkirche in Frankfurt (Oder) trägt seit ihrem Umbau in eine Konzerthalle Bachs Namen.
In der St.-Michaelis-Kirche in Hamburg wurde 2010 eine Orgel erbaut, die den Namen Bachs trägt.
In Hamburg wurde 2015 in der Peterstraße ein Carl Philipp Emanuel Bach Museum eröffnet.
Um das musikalische Erbe des berühmten Hamburger Bachsohns zu pflegen, wurde 1998 der Carl-Philipp-Emanuel-Bach-Chor Hamburg gegründet. Der Konzertchor führt regelmäßig Werke seines Namensgebers auf.

### Jubiläumsjahr 2014
Am 8. März 2014 jährte sich zum 300. Mal der Geburtstag von Carl Philipp Emanuel Bach. Ihm zu Ehren richteten die Bachstädte Hamburg, Potsdam, Berlin, Weimar, Frankfurt (Oder), Leipzig und viele weitere deutsche Städte ein Programm mit Konzerten und Veranstaltungen aus. Das Bacharchiv Leipzig produzierte zum Jubiläumsjahr 2014 gemeinsam mit Cantus Thuringia & Capella eine Live-CD mit dem Mitschnitt des Festkonzertes am 8. März 2014 in der Thomaskirche Leipzig. Darauf befinden sich zwei seiner erstmals wieder aufgeführten Kirchenkantaten.

## Werke
Es existieren verschiedene Kataloge der Werke Carl Philipp Emanuel Bachs. Das Wotquenne-Verzeichnis von Alfred Wotquenne von 1905, dessen Abkürzung „Wq“ lautet, ist bis heute der gängigste geblieben, obwohl E. Eugene Helms neu strukturierter Thematic Catalogue of the Works of Carl Philipp Emanuel Bach (1989) eine umfassendere Grundlage bietet; Helms’ Verzeichnis wird mit „H.“ bezeichnet. 2014 erschien im Rahmen des Bach-Repertoriums ein grundlegend neues Verzeichnis der Vokalwerke; jenes der Instrumentalwerke ist [Stand 2014] in Vorbereitung.

### Werke (Auswahl)
- Konzert für Cembalo in C-Dur, Wq 20, H. 423
- Konzert für Cembalo, zwei Violinen, Viola und Basso continuo in d-Moll, Wq 23, H. 427
- Konzerte für Orgel und Orchester, Wq 34, 35 und 70/4
- Konzert für Cembalo, Klavier und Orchester in Es-Dur, Wq 47, H. 479 (1788)
- 6 Preußische Sonaten, Wq 48
- 6 Württembergische Sonaten, Wq 49 (Nr. 1 a-Moll, Nr. 2 As-Dur, Nr. 3 e-Moll, Nr. 4 B-Dur, Nr. 5 Es-Dur, Nr. 6 h-Moll)
- Sechs Sonaten zu Versuch über die wahre Art das Clavier zu spielen, Wq 63
- Clavierwerke (Sonaten, Fantasien, Rondos) Für Kenner und Liebhaber, Wq 55-59 und 61
- Sechs Orgelsonaten, Wq 69 und 70/2-70/6
- Sonaten für Traversflöte & Fortepiano (Sonate Nr. 1 D-Dur Wq 83, Sonate Nr. 2 E-Dur Wq 84, Sonate Nr. 3 G-Dur Wq 85, Sonate Nr. 4 G-Dur Wq 86, Sonate Nr. 5 C-Dur Wq 87)
- Zwölf Variationen über La Folia Wq 118/9
- Sonate a-Moll für Flöte solo, Wq 132, H. 562
- Hamburger Sonate in G-Dur für Flöte und Basso continuo, Wq 133
- Sonate für Viola da gamba in D-Dur, Wq 137
- Duo für Flöte und Violine, Wq 140
- Triosonate (Sinfonia a tre voci) in D-Dur (1754), H. 585
- Trio für Flöte, Violine und Basso continuo in h-Moll, Wq 143
- Trio für Flöte, Violine und Basso continuo in C-Dur, Wq 147
- Triosonate in B-Dur, Wq 158
- Triosonate in c-Moll „Sanguineus et Melancholicus“, Wq 161/1
- Oboenkonzert in B-Dur, Wq 164, H. 466
- Oboenkonzert in Es-Dur, Wq 165, H. 468
- Fünf Konzerte für Flöte in d-Moll (Wq 22), a-Moll (Wq 166), B-Dur (Wq 167), A-Dur (Wq 168) und G-Dur (Wq 169)
- Drei Konzerte für Violoncello in a-Moll, B-Dur und A-Dur (Wq 170–172)
- Zwei Sinfonien, Wq 173 und Wq 178
- Berliner Sinfonien (Nr. 1 C-Dur, Wq 174; Nr. 2 F-Dur, Wq 175; Nr. 3 e-Moll, Wq 178; Nr. 4 Es-Dur, Wq 179; Nr. 5 F-Dur, Wq 181)
- Sechs Hamburger Sinfonien, Wq 182 (Nr. 1 G-Dur, Nr. 2 B-Dur, Nr. 3 C-Dur, Nr. 4 A-Dur, Nr. 5 h-Moll, Nr. 6 E-Dur)
- Vier Orchestersinfonien, Wq 183
- Magnificat, Wq 215
- Phyllis und Thirsis, Kantate für Sopran, zwei Flöten und Basso continuo (Erstdruck G. L. Winter, Berlin 1766), Wq 232
- Matthäus-Passion, Wq 234 (1785)
- Lukas-Passion, Wq 235 (1771)
- Markus-Passion, H. 783 (1786)
- Johannes-Passion, H. 785 (1772)
- Die Israeliten in der Wüste, Wq 238 (1769)
- Die Auferstehung und Himmelfahrt Jesu, Wq 240 (1787)

### Werkausgaben (Auswahl)
- Carl Philipp Emanuel Bach, Sämtliche Klavierwerke in 14 Bänden. Könemann Music, Budapest.
- Carl Philipp Emanuel Bach, Geistliche und weltliche Lieder. Bearbeitung der Klavierstimme für Gitarre von Christa Golf. Hrsg. von Rainer Stelle. Joachim-Trekel-Verlag, T 6588, Hamburg 2015. ISBN 979-0-016-13114-0[24]

### Schriften
- Versuch über die wahre Art das Clavier zu spielen; Teil 1, Berlin 1753; Teil 2, Berlin 1762 (Digitalisat und Volltext im Deutschen Textarchiv; Online-Version)

Reprint beider Teile mit den Ergänzungen der Ausgaben von 1787 und 1797: Kassel 2003 (hrsg. von Wolfgang Horn)
- Text zur Musik, als der Hochwürdige, in Gott Andächtige und Hochgelahrte Herr Herr Georg Heinrich Berkhan, den 8ten Februar, 1787, als Hauptpastor an der St. Catharinen Kirche in Hamburg, eingesegnet ward. Peter Nicolaus Bruns, Hamburg 1787 (Digitalisat auf den Seiten der Staatsbibliothek Berlin).

## Sonstiges
Carl Philipp Emanuel Bach trug eine mehrere Hundert Werke umfassende Porträtbildersammlung von Musikern und Komponisten zusammen, die sich in der Musikabteilung der Staatsbibliothek zu Berlin befindet.